# يلماز شين
يلماز شين (بالتركية: Yılmaz Şen)‏ هو مدرب كرة قدم ولاعب كرة قدم تركي في مركز الدفاع، ولد في 1943 في إسطنبول في تركيا، وتوفي في 1996. شارك مع منتخب تركيا تحت 21 سنة لكرة القدم ومنتخب تركيا لكرة القدم. أما مع النوادي، فقد لعب مع إسطنبول سبور ونادي فنربخشة.

## وصلات خارجية
- يلماز شين على موقع اتحاد تركيا (لاعب) (الإنجليزية)
- يلماز شين على موقع قاعدة بيانات كرة القدم.إي يو (الإنجليزية)
- يلماز شين على موقع ناشيونال فوتبول تيمز (الإنجليزية)
- يلماز شين على موقع عالم كرة القدم.نت (الإنجليزية)